# Canal de la Gravona
Le canal de la Gravona est un ouvrage d'art chargé d'acheminer les eaux de consommation à la ville d’Ajaccio. Il débute au barrage de Peri sur la rivière Gravona. Son nom générique, non employé, serait aqueduc d'Ajaccio. A son arrivée, l'eau n'était pas potable et le canal, mal entretenu, a été abandonné vers 1995.

## Histoire
Il est bien difficile de s’imaginer aujourd’hui que seule la dernière génération d’Ajacciens n’a pas connu le problème du manque d’eau. Lorsque la ville d’Ajaccio est fondée par Gênes il y a plus de cinq cents ans, seul l’intérêt défensif du lieu d’implantation est pris en compte. La ville manquera cruellement d’eau jusqu'à la période française où l’on va alors, enfin, se soucier de développer, embellir et assainir la ville. Pour ce faire, l’administration royale va, entre autres, amorcer les travaux destinés à résoudre le problème de l’eau. Il faudra encore attendre le Premier, puis le Second Empire, pour que soient réalisés à grands frais, des travaux d’adduction de l’eau. Napoléon Ier fera conduire en ville les premières eaux de sources (captage et adduction de plusieurs sources situées sur les collines entourant la ville à 590 mètres d’altitude, dont les sources de Canneto sur le flanc est et Lisa, flanc ouest de la pointe Pozzo di Borgo). C'est Napoléon Ier qui demanda, vers 1807, que l'on étudie la faisabilité d'une dérivation de la Gravonajusqu'à Ajaccio, et Napoléon III qui lancera la construction du canal (Décret du 31 décembre 1862, Le Moniteur Universel du 8 janvier 1863, n° 8, p. 33).
Le canal à ciel ouvert, conduit les eaux de la Gravona sur 19 kilomètres, depuis le barrage de Peri jusqu’aux bassins de Canneto, dans les hauts-quartiers de la ville. Il est destiné prioritairement à la consommation ajaccienne, mais aussi à l’irrigation des terres qu’il traverse. Il emprunte sur tout son parcours une série d’ouvrages d’art qui, bien que peu élaborés pour la plupart, ne manquent pas de charme. L’eau du canal arrive en ville en 1878. Dix ans plus tard, Ajaccio dispose enfin d’un réseau cohérent de distribution des eaux. Deux types de bornes fontaines publiques distribuent l’eau de consommation à la population :
- Les fontaines rouges offrent l’eau potable issue de l’adduction des eaux de sources, dite de Lisa (Premier Empire).
- Les bornes de la Gravona distribuent l’eau du canal qui n’est pas propre à la consommation et destinée à l’usage domestique (Second Empire).

Bien que l’eau du canal soit rendue potable après la Seconde Guerre mondiale, la population restera réticente à boire l’eau de rivière et demeure tributaire du faible débit des eaux de source qui ne présentent pas pour autant les garanties sanitaires attendues. En 1964, après les eaux de Lisa et celles du canal de la Gravona, une troisième ressource arrive en ville : l’eau du Prunelli. Dès lors la ville dispose d’une eau abondante et de grande qualité. Les abonnements particuliers se développent rapidement et les fontaines publiques disparaissent. Une page de l’histoire de l’eau à Ajaccio est tournée.
C’est paradoxalement à cette période, alors qu’il n’est plus indispensable, que le canal va enfin être géré comme il se doit par le nouveau concessionnaire des eaux de la ville : la CEO (Compagnie des eaux et de l’ozone). En effet, depuis la date de sa mise en eau jusque dans les années 1960, le manque d’entretien, la mauvaise gestion et l’incivilité des riverains auront empêché d’exploiter le canal au maximum de ses capacités et surtout auront contraint la ville au manque d’eau, alors que même à l’étiage le débit de la Gravona aurait dû être suffisant pour conduire les eaux jusqu’en ville. S’il n’a pas complètement réglé le problème de l’eau de consommation, le canal de la Gravona a tout de même accompagné le développement de la « Cité Impériale » à la Belle Époque. Le train et les bateaux à vapeur, grands consommateurs d’eau, auraient-ils pu s’implanter durant cette période sans une ressource suffisante et disponible en pleine ville ? La vocation d’hivernage et l’embellissement d’Ajaccio qu’elle a entraîné, auraient-ils pu se faire sans une ressource permettant l’arrosage abondant des jardins d’ornement du cours Grandval et des premiers palmiers du boulevard Lantivy et de la place de l’Hôtel de ville ? La CEO cesse d’exploiter le canal en 1985, date à laquelle la dérivation n’a plus pour vocation que l’irrigation. 
Encore une fois mal entretenu et mal géré par ses nouveaux dépositaires, le canal cesse de couler vers 1995 et commence alors à se dégrader. L’état actuel de délabrement du canal le rend quasiment impossible à remettre en eau. De nombreux projets d’avenir, souvent contradictoires sont régulièrement émis dans l'attente d’un projet mettant d’abord le canal à l’abri de la dégradation, et valorisant ensuite son intérêt patrimonial.

## Parcours

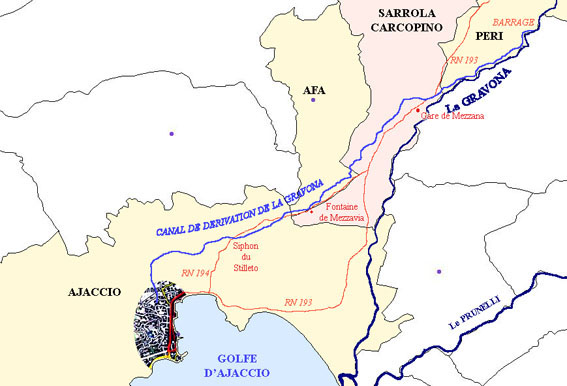
Plan du parcours du canal de la Gravona, de Peri, par Sarrola-Carcopino, Afa, pour conduire les eaux de la Gravona jusqu'à Ajaccio.

## Caractéristiques
- Les principaux ouvrages du Canal de la Gravona se déclinent en vingt-quatre ponts-aqueducs d'importance variable, deux siphons, plusieurs ouvrages permettant le passage sous les routes, un grand tunnel, de nombreux petits ponts enjambant le canal, et des murs de soutènement[1]. Parmi les ponts-aqueducs, celui de Mezzavia est le plus ouvragé ; celui de Mezzana n'est pas le plus haut (7,5 m), mais c'est le plus long : 289 m avec 39 arches.

### Les ouvrages d'art

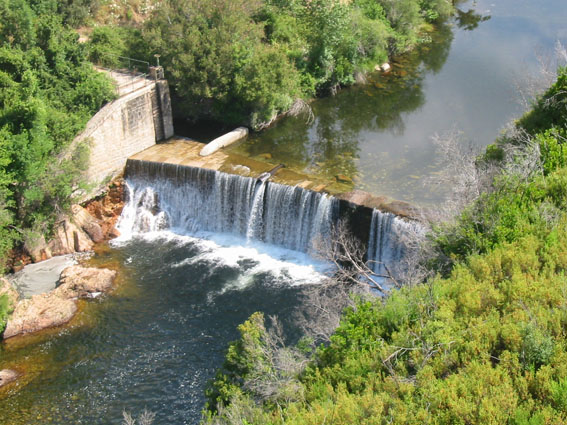
Le barrage de Peri, prise d'eau et point de départ du canal de la Gravona.
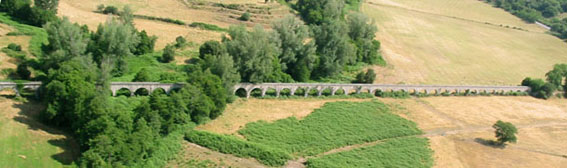
Le pont-aqueduc de Mezzana dit de Ponte-Bonello
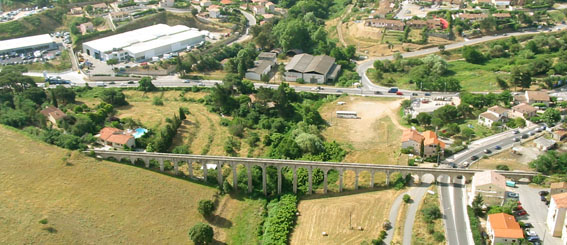
Pont-aqueduc de Mezzavia : il marque l'entrée des eaux sur la commune d'Ajaccio
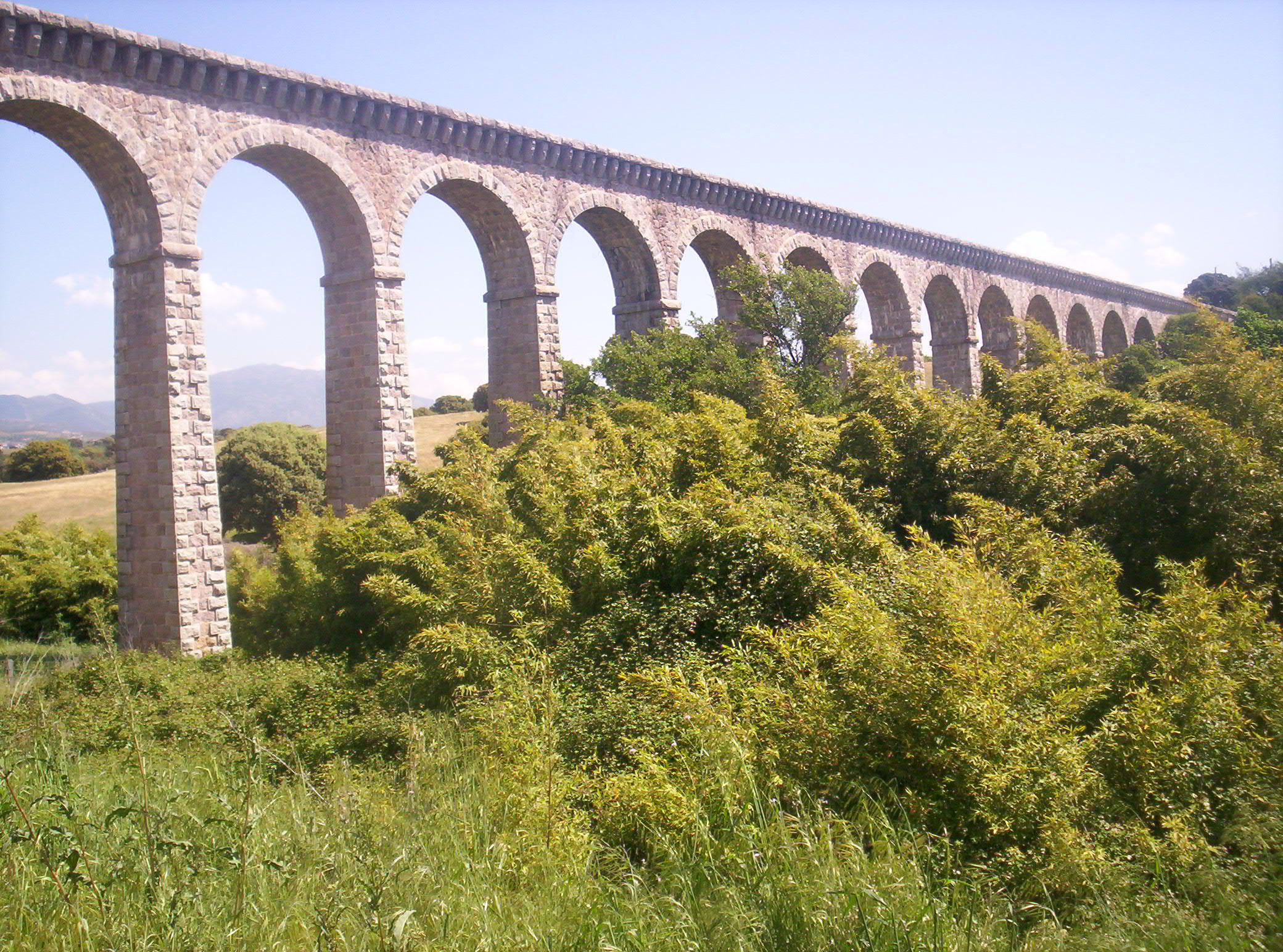
Détail du pont aqueduc de Mezzavia.

## Source
- Paul François Miniconi, Le Canal de la Gravona, Une petite histoire de l'eau à Ajaccio (2005)